# Заказная редакционная статья
Заказная редакционная статья (англ. Advertorial — от англ. advertising — реклама + editorial— редакционная статья) — вид скрытой рекламы (либо антирекламы) в средствах массовой информации, замаскированный под авторский или журналистский информационный материал. Это спонсируемая брендом статья, в формате редакционной, но с платным размещением посреди материала, не носящего рекламный характер. Основная цель данного вида работы — сделать так, чтобы статья не идентифицировалась как рекламная, а воспринималась как обычная редакционная статья. Впервые термин был зафиксирован в словаре «Merriam-Webster» в 1946 году.
Понятие «Advertorial» в некоторых источниках также переводится как «Рекламный очерк», «Заказные публикации», «Текстовая реклама», «Текст на правах рекламы» , «Закамуфлированная джинса», «Печатные рекламные статьи» , «Редакционная статья с рекламным содержанием» или же просто «Адверториал».
Данное явление рассматривается как один из путей развития рекламы, по причине того, что в какой-то момент специалисты по маркетингу столкнулись с проблемой: читатели плохо воспринимают информацию, которая публикуется с пометкой «рекламная». А если рекламу встроить в привычную для читателя статью в газете или журнале, то вероятность привлечения внимания целевой аудитории к рекламируемому контенту возрастет, потому что в таком формате информация воспринимается как актуальная, правдивая и неприкрашенная.

## Типы
- Имиджевые. Организация-заказчик хочет создать положительный образ о себе или о её продуктах среди читателей.
- Разъяснительные. Организация-заказчик хочет высказать свое мнение в спорной ситуации.
- Журналистские. Организация-заказчик хочет привлечь внимание средств массовой информации к теме или к себе. Цель такого типа — вдохновить других авторов к публикациям на данную тему, создание инфоповода. Для того, чтобы цитироваться в связных публикациях и оказывать влияние на то, как будет подаваться данная тема в будущем.[8]

## Концепции
- История/рассказ. Содержание — наиболее волнующая и актуальная тема для читателей: любовь, отношения, семья, работа, истории звезд и т. п.
- Специализированные рубрики. Это могут быть отдельные уже сформировавшиеся или специально созданные рубрики (например, «здоровое питание», «тренды», «must-have», «top-#»).
- Советы/Рекомендации. Материал публикуется в формате советов, рекомендаций или ответов на вопросы, в большинстве случаев от экспертов.
- Материал о продукте или услуге. Информационная статья непосредственно о бренде, написанная и оформленная в стилистике журнала. Фото продукта, его описание и факты о нём.
- Специальные проекты. Всевозможные варианты: тесты, конкурсы, гиды, гороскопы и т. д.[9]

## Признаки
- публикация в разделах «рекомендации», «тесты» и т. п. ;
- использование мнения авторитетных личностей;
- сохранение верстки издания, стилистики и тональности его текстов;
- скрытый обучающий характер, мотивирующий к покупке или установлению контакта;
- избегание прямого указания на ожидаемое от аудитории действие;
- отсутствие контактной информации о товаре или бренде; его владельце или посреднике;
- четкая адресация к выбранной аудитории.[1]

## Правовые аспекты
В Великобритании Комитет рекламных стандартов (Advertising Standards Authority) требует того, чтобы рекламные объявления были четко обозначены как таковые. Это вызвает коллизии: так, однажды шотландская газета «The Herald» опубликовала материал под названием «Профессиональная справка», который был представлен Duncan Chartered Accountants. Согласно позиции комитета, в статье не было чётко указано, что это была платная реклама. Редакция газеты утверждала, что, поскольку это была «спонсируемая колонка» и уже заранее было указано, что высказанные мнения принадлежали её автору, то не было никакой нужды ещё раз называть это рекламой. ASA ответили, что, поскольку оплата была произведена в обмен на публикацию столбцов и поскольку контент был предоставлен маркетологами, а не газетой, они сочли столбец рекламой и потребовали того, чтобы это было указано недвусмысленным образом.
Для журналов в Соединённых Штатах, распространяемых по почте, Почтовая служба предписывает указания относительно пометки материалов от редакции и от рекламодателей. В «Руководстве по внутренней почте» говорится, что в соответствии с 18 USC 1734 «если ценное вознаграждение выплачено, принято или обещано за публикацию какого-либо редакционного или иного материала для чтения в периодической публикации, это обстоятельство должно быть чётко обозначено издателем как «реклама». Когда один элемент платной редакционной статьи или другого материала для чтения занимает более одной страницы, он должен быть помечен как «реклама» лишь на первой странице. Слово «реклама» также может быть включено в утверждение, объясняющее, почему материал помечен таким образом. Такое заявление должно быть выделено на первой странице материала, а слово «реклама» в заявлении должно быть выделено жирным шрифтом или курсивом или выделено иным образом, чтобы его можно было легко увидеть. В отношении редакторов или издателей, которые печатают такие материалы без чёткой пометки «реклама» налагается штраф в размере не более 500 долларов США.

## Критика
Некоторые журналисты неоднозначно относятся к данному явлению. Они полагают, что подобные статьи не коррелируют с понятием журналисткой этики. Таким способом бизнес пытается привлечь к себе внимание, заранее сняв привычное предвзятое отношение к рекламным текстам. Компании-заказчики пользуются тем, что ряд изданий, потерпевших сокращение бюджета, штата, продаж, готовы «продаться», разрешив публикацию такого вида статей у себя на страницах, порой посвящая этому целые развороты.
В последнее время нередки и скандалы по данной теме. Так, например, в 2016 году влиятельная международная неправительственная организация «Репортеры без границ» осудила план руководства французского 24-часового новостного телеканала iTélé(CNews) по публикациям журналистов заказных статей, которые не были бы четко обозначены как рекламные.
Или же случай с «The Telegraph». Организация по соблюдению стандартов рекламы Великобритании (ASA) объявила выговор изданию «The Telegraph» за публикацию заказной редакторской статьи и видео на Telegraph.co.uk, где сравнивались шины Michelin с аналогами от более бюджетного бренда. Претензия состояла в том, что подобный формат вводит в заблуждение читателей, так как не дает им основания понять, что данный контент является заранее подготовленным и оплаченным.